# Greg Rallo
Greg Rallo (* 26. August 1981 in Gurnee, Illinois) ist ein ehemaliger US-amerikanischer Eishockeyspieler und derzeitiger -trainer, der im Verlauf seiner aktiven Karriere zwischen 2002 und 2018 unter anderem 678 Spiele in der American Hockey League (AHL) auf der Position des Centers bestritten hat. Zudem absolvierte Rallo, der nach seinem Karriereende als Trainer tätig wurde, weitere elf Partien für die Florida Panthers in der National Hockey League (NHL).

## Karriere
Greg Rallo begann seine Karriere 2000 in der North American Hockey League bei den Springfield Junior Blues. Nach zwei Jahren als Topscorer seiner Mannschaft begann er ein Studium in Marketing-Management an der Ferris State University und spielte für das dortige Eishockeyteam Ferris State Bulldogs. In seiner ersten Spielzeit wurden die Bulldogs punktbeste Mannschaft der regulären Saison. Im Turnier um die Meisterschaft der Central Collegiate Hockey Association erreichte Rallo mit seinem Team das Finale, welches aber gegen die University of Michigan verloren wurde. Bei der anschließenden erstmaligen Teilnahme der Ferris State University am landesweiten Turnier, um die Meisterschaft der National Collegiate Athletic Association, gewannen die Bulldogs ihr erstes Spiel. In der zweiten Runde schied man allerdings aus und verpasste die Frozen Four-Finalserie. Die Saisons 2003/04 und 2004/05 verliefen weniger erfolgreich und das Team schied in der ersten Runde des CCHA-Meisterschaftsturniers aus. In seinem letzten Jahr für die Bulldogs wurde Rallo Topscorer seiner Mannschaft und überstand die erste Runde, schied aber im Viertelfinale im CCHA-Turnier aus.
Anschließend unterschrieb Rallo im Frühjahr 2006 seinen ersten Profivertrag bei den Idaho Steelheads aus der ECHL und absolvierte noch jeweils sieben Spiele in der regulären Saison und den Playoffs. Die Saison 2006/07 begann Rallo in der ECHL bei den Steelheads, wurde im Laufe der Saison aber in die American Hockey League berufen und spielte dort für die Iowa Stars. Gegen Ende der regulären Saison kehrte er in die ECHL zurück und konnte nach erfolgreichen Playoffs mit seinem Team den Kelly Cup gewinnen. Den Großteil der Saison 2007/08 spielte Rallo wieder bei den Steelheads, dazu kamen Einsätze für die Albany River Rats, Rockford IceHogs und Manitoba Moose in der AHL. Das nächste Jahr absolvierte er komplett bei den Moose, mit denen er erst im Finale um den Calder Cup den Hershey Bears unterlag. Zur Saison 2009/10 wechselte Rallo zu den Texas Stars und konnte sich über zwei Jahre als Leistungsträger in der AHL etablieren. Im Sommer 2011 erhielt er ein Vertragsangebot der Florida Panthers aus der National Hockey League, welches er annahm. Rallo spielte aber hauptsächlich für San Antonio Rampage, das AHL-Farmteam der Panthers aus Texas. Sein Debüt in der NHL gab er am 18. Dezember 2011 gegen die Carolina Hurricanes. Nachdem sein Vertrag verlängert worden war, spielte Rallo weiterhin größtenteils in der AHL, kam aber auch zu zehn Einsätzen in der NHL und erzielte am 2. April 2013 gegen die Tampa Bay Lightning sein erstes NHL-Tor. In der Saison 2013/14 wurde Rallo Kapitän bei San Antonio Rampage, Einsätze in der NHL blieben aber aus.
Im August 2014 kehrte Rallo zu den Texas Stars zurück. In den folgenden zwei Jahren in der AHL erzielte er 94 Scorerpunkte in 133 Spielen. Dennoch erhielt Rallo im Sommer 2016 kein neues Angebot. Daher entschied er sich nach sieben Jahren in Texas für einen Wechsel nach Europa und unterschrieb einen Jahresvertrag bei den Iserlohn Roosters aus der Deutschen Eishockey Liga. Nach seinem einjährigen Deutschland-Aufenthalt kehrte der Stürmer im Juli 2017 ein drittes Mal zu den Texas Stars in die AHL zurück. 2018 gab Rallo sein Karriereende bekannt, seit dem 12. Juli 2018 ist er Assistenztrainer der Milwaukee Admirals.

## Erfolge und Auszeichnungen
- 2007 Kelly-Cup-Gewinn mit den Idaho Steelheads

## Karrierestatistik
(Legende zur Spielerstatistik: Sp oder GP = absolvierte Spiele; T oder G = erzielte Tore; V oder A = erzielte Assists; Pkt oder Pts = erzielte Scorerpunkte; SM oder PIM = erhaltene Strafminuten; +/− = Plus/Minus-Bilanz; PP = erzielte Überzahltore; SH = erzielte Unterzahltore; GW = erzielte Siegtore; 1 Play-downs/Relegation; Kursiv: Statistik nicht vollständig)

## Sonstiges
Greg Rallo wurde 2013 für drei Jahre als Spieler-Repräsentant in das Exekutivkomitee der Professional Hockey Players’ Association gewählt. Die PHPA ist die Gewerkschaft der Spieler aus der AHL und ECHL und übernimmt ähnliche Funktionen wie die National Hockey League Players’ Association in der NHL.